# 馬泰徵
馬泰徵（1884年—？年月），字瑞臣，安徽省合肥縣人，美國耶魯大學畢業，工科進士。

## 生平
- 美國耶路大學工科學士。
- 宣統三年（1911年）九月，經學部驗看考試列最優等，賞給工科進士。[3]
- 民國1年11月15日，任司法部技正[4]。
- 民國2年4月25日，派往上海籌辦上海監獄事宜[5]。
- 民國3年,其妻馬劉氏服毒身亡，其父劉俊泉在巡按使公署呈控馬泰徵毒死其女[6]。
- 民國4年7月16日，因病懇請辭職司法部技正[7]。
- 中國全國道路建設協會贊助會員[8]。